# 威廉·海耶
奧古斯特·威廉·海耶（德語：August Wilhelm Heye，1869年1月31日—1947年3月11日）是一位德國陸軍將領，最高軍階為大將。在威瑪共和國時代曾長期擔任「防衛軍」陸軍領袖——漢斯·馮·塞克特之幕僚，在後者因故被解職後也繼承其「陸軍總指揮」之職務，亦曾任總參謀部替代機關——「部隊室」之主任，等同總參謀長。

## 經歷

### 初期的軍歷
出生於北德意志邦聯富尔达。1888年就讀普魯士王國陸軍軍官學校，1900年被調至總參謀部工作。1906年至1908年期間被派往德屬西非殖民駐軍處從事後方支援勤務。當地赫雷羅人曾不滿其殖民統治而起兵動亂，而海耶也因此參與過鎮壓活動。
第一次世界大戰爆發後，當時僅為中校階級的海耶接連被任命為雷穆斯·馮·沃伊爾施指揮的軍、軍團和集團軍的參謀長，並隨之前往東線作戰。海耶也因此獲頒第一、二級鐵十字勳章以及功勳勳章。1917年，俄國退出戰爭，海耶轉往西線任阿爾布雷希特王太子的「阿爾布雷希特公爵集團軍」參謀長。1918年9月，德國即將戰敗，海耶調回總參謀部任作戰課課長。同年10月，參謀次長（軍需總監）埃里希·魯登道夫被解除職務，海耶以相對較低的上校軍階接任，直到後來由威廉·格勒納接任。

### 塞克特的左右手

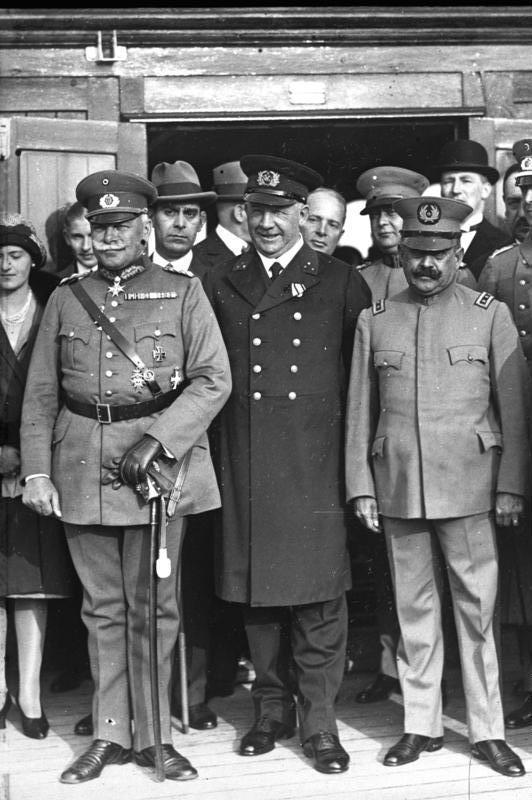
1929年7月，攝於不來梅的海耶將軍（最左者）。

1919年4月，海耶於東普魯士任北方邊境防衛軍（Grenzschutz Nord）參謀長，指揮波羅的海國家的德軍與工農紅軍作戰。海耶的軍旅生涯深受北方邊境防衛軍前任參謀長——汉斯·冯·塞克特的影響。海耶之後獲悉沃爾夫岡·卡普等右派軍人即將發動「卡普政變」，但因對成功可能性感到懷疑而並未參與。
1919年10月，海耶回柏林就任「部隊室」參謀長，在其任內被稱作「漢斯（塞克特的暱稱）的左右手」。1920年3月，「卡普政變」爆發，為保持中立，塞克特提出由海耶暫代「部隊室」主任一職，其本人則返回私宅。海耶遵照塞克特的處置方針，一方面既不參與政變，另一方面也拒絕政府鎮壓「卡普集團」的請求。事後，海耶被正式任命為「部隊室」主任，同時晉升為少將。1922年，海耶晉升中將，並出任陸軍人事局局長。1923年，再任第一軍區司令。

### 陸軍總指揮
1926年10月，以其「國中之國」勢力自豪的塞克特被國防部長奧托·格斯勒（德國民主黨）被追究「皇太子事件」，之後又被興登堡總統解除「陸軍總指揮」職務，後由長期擔任塞克特副手的海耶接任「陸軍總指揮」，同時晉升為步兵上將。威瑪政府也希望透過對政治不感興趣、勢力也不強的海耶接任其職，將軍隊重新歸位至政府管理之下，結束塞克特時代的「國中之國」狀態。然而與其相對的是，但新任國防部長辦公室主任——庫爾特·馮·施萊謝爾之勢力在軍中逐漸擴大，實質架空了海耶的權力。1930年10月，海耶被晉升為陸軍大將，同時予以退役，結束其軍旅生涯。

### 晚年與身後事蹟
海耶退役後一直過著平靜的生活，最後於二戰結束後的1947年在下萨克森逝世。
海耶育有一子名為海爾穆特·海耶，同樣是職業軍人，最高軍階為德國海軍中將，第二次世界大戰後成為德國基督教民主聯盟的政治家，並當選過德國聯邦議院議員。